# Михаил Ковачев (историк)
Вижте пояснителната страница за други личности с името Михаил Ковачев.
Михаил Антонов Ковачев, приел псевдонима Мишо Драгалевски, е български преводач и църковен историк.

## Биография
Роден е в семейството на офицера Антон Ковачев и произхожда от виден македонски български род. От 1906 до 1911 година живее в Санкт Петербург, където баща му учи в Николаевската инженерна академия. В Русия Махаил Ковачев научава добре руски език. В 1925 година завършва средно образование в София и постъпва във Военното училище, а на следващата година записва богословие в Софийския университет, което завършва в 1930 година. Учи и 6 семестъра българска филология.
Работи като библиотекар на неговия Богословски факултет (1933 – 1947) и на Светия Синод на БПЦ (1950 – 1965). Преподава български език в Пловдивската духовна семинария (1948 – 1950) и църковна история като доброволен асистент в Духовната академия „Св. Климент Охридски“ (1951 – 1960).
Умира в София в 1972 година.

## Творчество
Докато следва Ковачев пише сантиментални и хумористични стихове, които публикува във всекидневниците и някои списания. В 1937 година публикува превод в стихове на „Евгений Онегин“ на Александър Пушкин, който е смятан за един от най-добрите български преводи и Ковачев получава награда от легацията на Съветския съюз. От руски Ковачев превежда и стихове.
В 1939 – 1940 година работи в архивите на Зографския и Хилендарския манастир, като открива и публикува много документи. Пише пътеписи, стихове и лирическата поема „Паисий Хилендарски“, която се състои от 368 стиха.

## Съчинения
- Ковачев, Михаил. Драгалевският манастир „Св. Богородица Витошка“ и неговите старини.   София, Български археологически институт, 1940.
- Ковачев, Михаил. Зограф. Изследвания и документи.   София, 1942.
- Ковачев, Михаил. Български ктитори в Света гора. Исторически очерк, изследвания и документи.   София, 1943.
- Ковачев, Михаил (редактор). Помен за Пушкин : 1837 – 1937 : Сборник в памет и в чест на великия рус. поет Пушкин.   София, 1937.

## Родословие
|                       |                       |                       |                       |                             |                             |                             |                             |                                 |                                 |                                 |                                 | Антон Ковачев                   |                                 |  |  |                                |                                |                                |                                |                                |                                |  |  |                             |                             |                             |                             |                              |                              |                              |                              |                              |                              |                              |                              |                              |                              |  |  |                             |                             |                             |                             |                             |                             |
|                       |                       |                       |                       |                             |                             |                             |                             |                                 |                                 |                                 |                                 |                                 |                                 |  |  |                                |                                |                                |                                |                                |                                |  |  |                             |                             |                             |                             |                              |                              |                              |                              |                              |                              |                              |                              |                              |                              |  |  |                             |                             |                             |                             |                             |                             |
|                       |                       |                       |                       |                             |                             |                             |                             |                                 |                                 |                                 |                                 |                                 |                                 |  |  |                                |                                |                                |                                |                                |                                |  |  |                             |                             |                             |                             |                              |                              |                              |                              |                              |                              |                              |                              |                              |                              |  |  |                             |                             |                             |                             |                             |                             |
| Екатерина Костадинова | Екатерина Костадинова | Екатерина Костадинова | Екатерина Костадинова | Екатерина Костадинова       | Екатерина Костадинова       |                             |                             | Йосиф Ковачев (1839 – 1898)     | Йосиф Ковачев (1839 – 1898)     | Йосиф Ковачев (1839 – 1898)     | Йосиф Ковачев (1839 – 1898)     | Йосиф Ковачев (1839 – 1898)     | Йосиф Ковачев (1839 – 1898)     |  |  | Михаил Ковачев (1840 – 1908)   | Михаил Ковачев (1840 – 1908)   | Михаил Ковачев (1840 – 1908)   | Михаил Ковачев (1840 – 1908)   | Михаил Ковачев (1840 – 1908)   | Михаил Ковачев (1840 – 1908)   |  |  |                             |                             |                             |                             |                              |                              |                              |                              |                              |                              |                              |                              |                              |                              |  |  |                             |                             |                             |                             |                             |                             |
| Екатерина Костадинова | Екатерина Костадинова | Екатерина Костадинова | Екатерина Костадинова | Екатерина Костадинова       | Екатерина Костадинова       |                             |                             | Йосиф Ковачев (1839 – 1898)     | Йосиф Ковачев (1839 – 1898)     | Йосиф Ковачев (1839 – 1898)     | Йосиф Ковачев (1839 – 1898)     | Йосиф Ковачев (1839 – 1898)     | Йосиф Ковачев (1839 – 1898)     |  |  | Михаил Ковачев (1840 – 1908)   | Михаил Ковачев (1840 – 1908)   | Михаил Ковачев (1840 – 1908)   | Михаил Ковачев (1840 – 1908)   | Михаил Ковачев (1840 – 1908)   | Михаил Ковачев (1840 – 1908)   |  |  |                             |                             |                             |                             |                              |                              |                              |                              |                              |                              |                              |                              |                              |                              |  |  |                             |                             |                             |                             |                             |                             |
|                       |                       |                       |                       |                             |                             |                             |                             |                                 |                                 |                                 |                                 |                                 |                                 |  |  |                                |                                |                                |                                |                                |                                |  |  |                             |                             |                             |                             |                              |                              |                              |                              |                              |                              |                              |                              |                              |                              |  |  |                             |                             |                             |                             |                             |                             |
|                       |                       |                       |                       |                             |                             |                             |                             |                                 |                                 |                                 |                                 |                                 |                                 |  |  |                                |                                |                                |                                |                                |                                |  |  |                             |                             |                             |                             |                              |                              |                              |                              |                              |                              |                              |                              |                              |                              |  |  |                             |                             |                             |                             |                             |                             |
| Анастасия Размова     | Анастасия Размова     | Анастасия Размова     | Анастасия Размова     | Анастасия Размова           | Анастасия Размова           |                             |                             | Владислав Ковачев (1875 – 1924) | Владислав Ковачев (1875 – 1924) | Владислав Ковачев (1875 – 1924) | Владислав Ковачев (1875 – 1924) | Владислав Ковачев (1875 – 1924) | Владислав Ковачев (1875 – 1924) |  |  | Владимир Ковачев (1875 – 1910) | Владимир Ковачев (1875 – 1910) | Владимир Ковачев (1875 – 1910) | Владимир Ковачев (1875 – 1910) | Владимир Ковачев (1875 – 1910) | Владимир Ковачев (1875 – 1910) |  |  | Антон Ковачев (1877 – 1931) | Антон Ковачев (1877 – 1931) | Антон Ковачев (1877 – 1931) | Антон Ковачев (1877 – 1931) | Антон Ковачев (1877 – 1931)  | Антон Ковачев (1877 – 1931)  |                              |                              | Райна Ковачева (1880 – 1967) | Райна Ковачева (1880 – 1967) | Райна Ковачева (1880 – 1967) | Райна Ковачева (1880 – 1967) | Райна Ковачева (1880 – 1967) | Райна Ковачева (1880 – 1967) |  |  | Йосиф Ковачев (1885 – 1916) | Йосиф Ковачев (1885 – 1916) | Йосиф Ковачев (1885 – 1916) | Йосиф Ковачев (1885 – 1916) | Йосиф Ковачев (1885 – 1916) | Йосиф Ковачев (1885 – 1916) |
| Анастасия Размова     | Анастасия Размова     | Анастасия Размова     | Анастасия Размова     | Анастасия Размова           | Анастасия Размова           |                             |                             | Владислав Ковачев (1875 – 1924) | Владислав Ковачев (1875 – 1924) | Владислав Ковачев (1875 – 1924) | Владислав Ковачев (1875 – 1924) | Владислав Ковачев (1875 – 1924) | Владислав Ковачев (1875 – 1924) |  |  | Владимир Ковачев (1875 – 1910) | Владимир Ковачев (1875 – 1910) | Владимир Ковачев (1875 – 1910) | Владимир Ковачев (1875 – 1910) | Владимир Ковачев (1875 – 1910) | Владимир Ковачев (1875 – 1910) |  |  | Антон Ковачев (1877 – 1931) | Антон Ковачев (1877 – 1931) | Антон Ковачев (1877 – 1931) | Антон Ковачев (1877 – 1931) | Антон Ковачев (1877 – 1931)  | Антон Ковачев (1877 – 1931)  |                              |                              | Райна Ковачева (1880 – 1967) | Райна Ковачева (1880 – 1967) | Райна Ковачева (1880 – 1967) | Райна Ковачева (1880 – 1967) | Райна Ковачева (1880 – 1967) | Райна Ковачева (1880 – 1967) |  |  | Йосиф Ковачев (1885 – 1916) | Йосиф Ковачев (1885 – 1916) | Йосиф Ковачев (1885 – 1916) | Йосиф Ковачев (1885 – 1916) | Йосиф Ковачев (1885 – 1916) | Йосиф Ковачев (1885 – 1916) |
|                       |                       |                       |                       |                             |                             |                             |                             |                                 |                                 |                                 |                                 |                                 |                                 |  |  |                                |                                |                                |                                |                                |                                |  |  |                             |                             |                             |                             |                              |                              |                              |                              |                              |                              |                              |                              |                              |                              |  |  |                             |                             |                             |                             |                             |                             |
|                       |                       |                       |                       | Жени Ковачева (1905 – 1994) | Жени Ковачева (1905 – 1994) | Жени Ковачева (1905 – 1994) | Жени Ковачева (1905 – 1994) | Жени Ковачева (1905 – 1994)     | Жени Ковачева (1905 – 1994)     |                                 |                                 |                                 |                                 |  |  |                                |                                |                                |                                |                                |                                |  |  |                             |                             |                             |                             | Михаил Ковачев (1905 – 1972) | Михаил Ковачев (1905 – 1972) | Михаил Ковачев (1905 – 1972) | Михаил Ковачев (1905 – 1972) | Михаил Ковачев (1905 – 1972) | Михаил Ковачев (1905 – 1972) |                              |                              |                              |                              |  |  |                             |                             |                             |                             |                             |                             |